# Leo D. Maloney
Leo D. Maloney, ou simplesmente Leo Maloney (1888 - 2 de novembro de 1929), foi um ator, cineasta, produtor cinematográfico e roteirista estadunidense da era do cinema mudo, que atuou em 184 filmes entre 1911 e 1929. Além de atuar, dirigiu 50 filmes, produziu 13 e escreveu 13 roteiros para o cinema. Foi o proprietário do estúdio "Leo Maloney Studio" em San Bernardino Mountains, na Califórnia.

## Biografia
Maloney nasceu em Santa Rosa, California e construiu o "Leo Maloney Studio" em San Bernardino Mountains, na Califórnia.
Seu primeiro filme foi o Western curta-metragem Why the Sheriff Is a Bachelor, em 1911, pela Selig Polyscope Company, ao lado de Tom Mix. Atuou por estúdios como Nestor Film Company, Kalem Company, Vitagraph Studios, Signal Film Corporation, Universal Studios, Arrow Film Corporation, entre outros. Atuou no mais longo seriado, The Hazards of Helen, pela Kalem Company em 1914, ao lado de Helen Holmes e Helen Gibson. Ainda ao lado de Helen Holmes atuou nos seriados The Girl and the Game (1915), Lass of the Lumberlands (1916), The Railroad Raiders (1917) e The Lost Express (1917), todos pela Signal Film Corporation. Atuou em seriados pelo Vitagraph Studios, como A Fight for Millions (1918).
Seu último filme foi Overland Bound (1929), filme que produziu, dirigiu e no qual atuou.
Como cineasta, seu primeiro filme foi The Stolen Rembrandt (1914), no qual atuou, ao lado de Helen Holmes, pela Kalem Company. Na produção, seu primeiro filme foi In Wrong Right, pela Malobee Productions, em 1923, fundando posteriormente seu próprio estúdio, para veicular suas produções.

## Vida pessoal e morte
Maloney sofreu um ataque cardíaco em 1929, enquanto estava participando de uma festa em Manhattan para celebrar a complementação de seu último filme, Overland Bound, um dos primeiros filmes sonoros. Doente e incapaz de assumir o custo de produçãodos filmes sonoros, ele vendeu seu estúdio em 1929 e foi para Nova York. Lá, durante um período de dois meses, ele bebeu até morrer. O corpo de Maloney foi encontrado em seu quarto no Astor Hotel, cercado de garrafas vazias. Está sepultado no Hollywood Forever Cemetery.

## Filmografia parcial

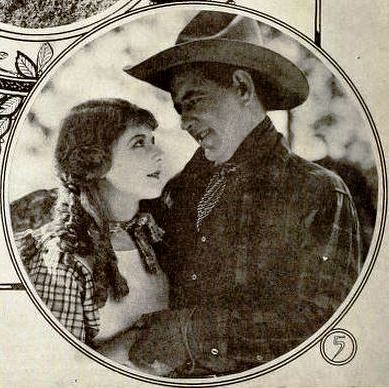
Cena do filme Border Law (1923), apresentando Leo Maloney e Pauline Curley

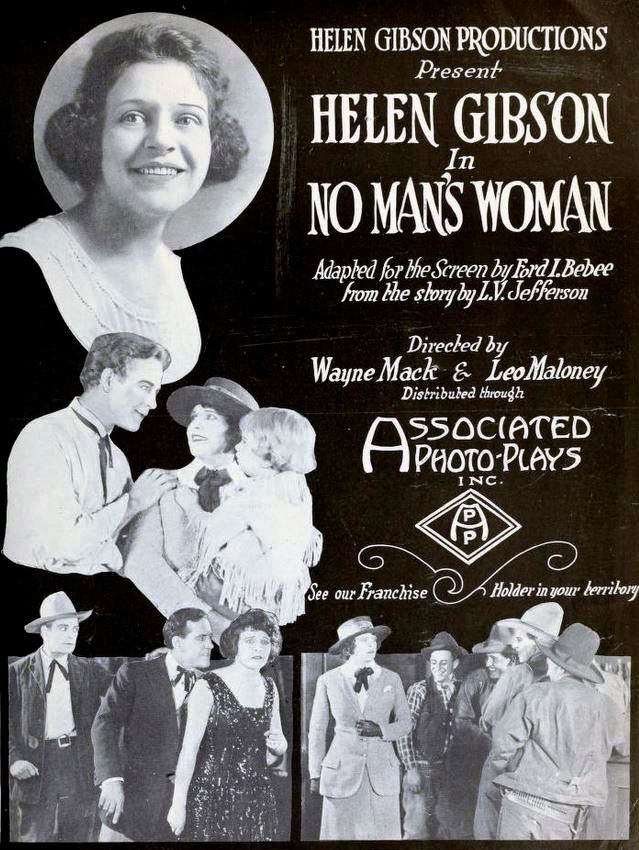
Cartaz do filme No Man's Woman (1921), apresentando Maloney ao lado de Helen Gibson e Edward Coxen.

- Why the Sheriff Is a Bachelor (1911)
- Hard Luck Bill (1912)
- A Demand for Justice (1913)
- A Million in Jewels (1914)
- The Telltale Knife (1914)
- The Hazards of Helen (1914)
- The Man from the East (1914)
- The Girl and the Game (1915)
- Whispering Smith (1916)
- Lass of the Lumberlands (1916)
- The Railroad Raiders (1917)
- The Lost Express (1917)
- A Fight for Millions (1918)
- Wolves of the Range (1918)
- The Fatal Sign (1920)
- The Big Catch (1920)
- A Gamblin' Fool (1920)
- The Grinning Granger (1920)
- One Law for All (1920)
- No Man's Woman (1921)
- The Western Musketeer (1922)
- Border Law (1923)
- The Devil's Twin (1927)
- The Apache Raider (1928)
- Vultures of the Sea (1928)
- The Vanishing West (1928)
- The Fire Detective (1929)
- Overland Bound (1929)

## Leo Maloney Productions
Leo Maloney Productions foi um estúdio cinematográfico estadunidense fundado em 1926 por Leo D. Maloney, para veicular seus filmes.
Sua primeira produção foi o filme The High Hand (1926), produzido, dirigido e protagonizado por Maloney. Produziu 13 filmes entre 1926 e 1929, encerrando suas atividades com a morte de Maloney.

### Filmografia da Leo Maloney Productions
- The High Hand (1926)
- The Outlaw Express (1926)
- The Long Loop on the Pecos (1927)
- The Man from Hard Pan (1927)
- Don Desperado (1927)
- Two-Gun of the Tumbleweed (1927)
- Border Blackbirds (1927)
- The Devil's Twin (1927)
- The Boss of Rustler's Roost (1928)
- The Apache Raider (1928)
- The Bronc Stomper (1928)
- The Black Ace (1928)
- 45 Calibre War (1929)